# Jean Khamsé Vithavong
Jean Khamsé Vithavong O.M.I. (sinh 1942) là một giám mục người Lào của Giáo hội Công giáo Rôma. ông nguyên là Đại diện Tông Tòa Hạt Đại diện Tông Tòa Viên Chăn từ năm 1984 đến năm 2017 và Chủ tịch Hội đồng Giám mục Lào và Campuchia. Trước đó, ông còn đảm trách nhiều vị trí khác như Phó Đại diện Tông Tòa Hạt Đại diện Tông Tòa Viên Chăn và Giám quản Tông Tòa Hạt Đại diện Tông Tòa Luang Prabang.

## Tiểu sử
Giám mục Jean Khamsé Vithavong sinh ngày 18 tháng 10 năm 1942, tại Keng Sadoc, thuộc Lào. Sau quá trình tu học dài hạn tại các cơ sở chủng viện theo quy định của Giáo luật, ngày 26 tháng 1 năm 1975, Phó tế Vithavong, 33 tuổi, tiến đến việc được truyền chức linh mục. Tân linh mục là thành viên của Dòng Hiến sĩ Đức Mẹ Vô Nhiễm [O.M.I.].
Sau hơn 7 năm thực hiện các trách vụ của một người linh mục, ngày 19 tháng 11 năm 1982, Tòa Thánh loan báo tin vui rằng Giáo hoàng đã quyết định tuyển chọn linh mục người Lào Jean Khamsé Vithavong, 40 tuổi, làm Phó Đại diện Tông Tòa Hạt Đại diện Tông Tòa Viên Chăn, với danh hiệu Giám mục hiệu tòa Moglaena. Lễ tấn phong cho vị tân chức được tổ chức không lâu sau đó vào ngày 16 tháng 1 năm 1983, với phần nghi thức chính yếu của việc truyền chức được cử hành cách trọng thể bởi 3 giáo sĩ cấp cao. Chủ phong cho vị tân chức là Giám mục Thomas Nantha, Đại diện Tông Tòa Viên Chăn. Hai vị khác với vai trò phụ phong, gồm có Giám mục Jean-Baptiste Outhay Thepmany, Đại diện Tông Tòa Hạt Đại diện Tông Tòa Savannakhet và Tổng giám mục Renato Raffaele Martino, Khâm sứ Tòa Thánh tại Lào.
Gần haui năm sau khi được chọn làm Phó Đại diện Tông Tòa Viên Chăn, ngày 7 tháng 4 năm 1984, ông chính thức kế vị danh vị Đại diện Tông Tòa Hạt Đại diện Tông Tòa Viên Chăn. Ngoài ra, cũng từ ngày 7 tháng 4 năm 1984 đến năm 1999, ông còn kiêm thêm nhiệm vụ là Giám quản Tông Tòa Hạt Đại diện Tông Tòa Luang Prabang.
Ngày 2 tháng 2 năm 2017, Tòa Thánh loan báo đã chấp thuận đơn xin từ nhiệm của Giám mục Jean Khamsé Vithavong.
Ngoài các nhiệm vụ chính thức từ Tòa Thánh, ông còn kiêm thêm nhiệm vụ Chủ tịch Hội đồng Giám mục Lào và Campuchia từ năm 2000 đến năm 2005.